# Дом Оболенских на Новинском бульваре
Дом Оболенских на Новинском бульваре — историческое здание в Москве, построенное во второй половине XVIII века. Объект культурного наследия федерального значения. Расположен на Новинском бульваре, дом 11а, строение 1 (ранее дом 13).

## История
Точная дата постройки дома неизвестна. Судя по стилистике, предполагается, что дом построен в 1770—1780-х гг. (пристройка с южной стороны — в 1820—1830-х гг.) В 1790 году дом был включён в Альбомы М. Ф. Казакова, его владельцем, согласно этому источнику, был Н. П. Оболенский. В начале XIX века перед домом был парадный двор, который обрамляли флигели. Южный флигель снесён в 1902 году для постройки доходного дома, северный флигель также не сохранился. За домом располагался обширный сад, доходивший до церкви Девяти Мучеников. В этом доме у Е. П. Оболенского (внука Н. П. Оболенского) собирались члены Московской управы Северного общества. Дом считался утраченным, но был выявлен и реставрирован в 1983 году.

## Архитектура
Дом относится к стилю раннего классицизма. На боковом и заднем фасаде дома сохранился исходный декор. Оформление главного фасада было переделано после 1812 года, но после реставраций восстановлено в исходном варианте, в том числе по чертежам в Альбомах Казакова. Нижний этаж рустован, верхний оформлен вертикальными лопатками. Оконные проёмы обрамлены наличниками. Здание венчает карниз с крупными модульонами.
Внутренняя планировка отличалась минимальным количеством капитальных стен с лёгкими деревянными перегородками и была впоследствии изменена. В первоначальной планировке у членов семьи были отдельные «квартиры» со спальнями, кабинетами и гостиными. Сохранился двусветный зал в парадном этаже и главная лестница в правом переднем углу здания. Над левой частью здания располагались антресоли.